# Олимпийская санно-бобслейная трасса у горы Ван Хувенберг
Олимпийская санно-бобслейная трасса у горы Ван Хувенберг (англ. Mt. Van Hoevenberg Olympic Bobsled Run) — санно-бобслейная трасса, построенная в 1930 году в американском городе Лейк-Плэсид. Дважды принимала Зимние Олимпийские игры в 1932 и 1980 годах. Стала первой не европейской трассой, на которой проходили чемпионаты мира по бобслею и скелетону в 1949 и санному спорту в 1983 годах. В 2010 году включена в Национальный реестр исторических мест США

## История

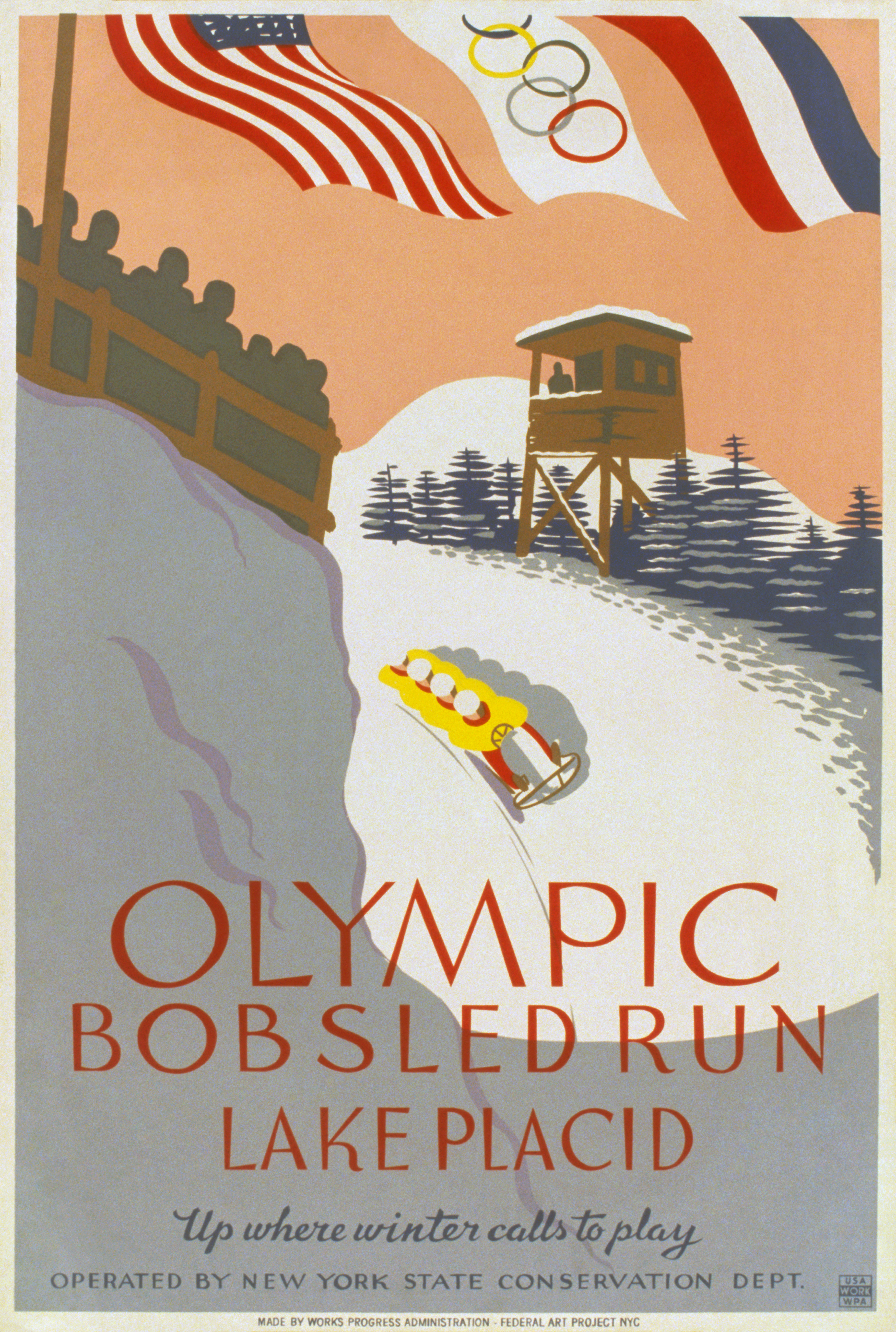
Плакат "Управления общественных работ США" конца 1930-х годов, чтобы рекламировать общественный доступ к соревнованию по бобслею на зимних Олимпийских игр 1932 года в Лейк-Плэсиде, Нью-Йорк

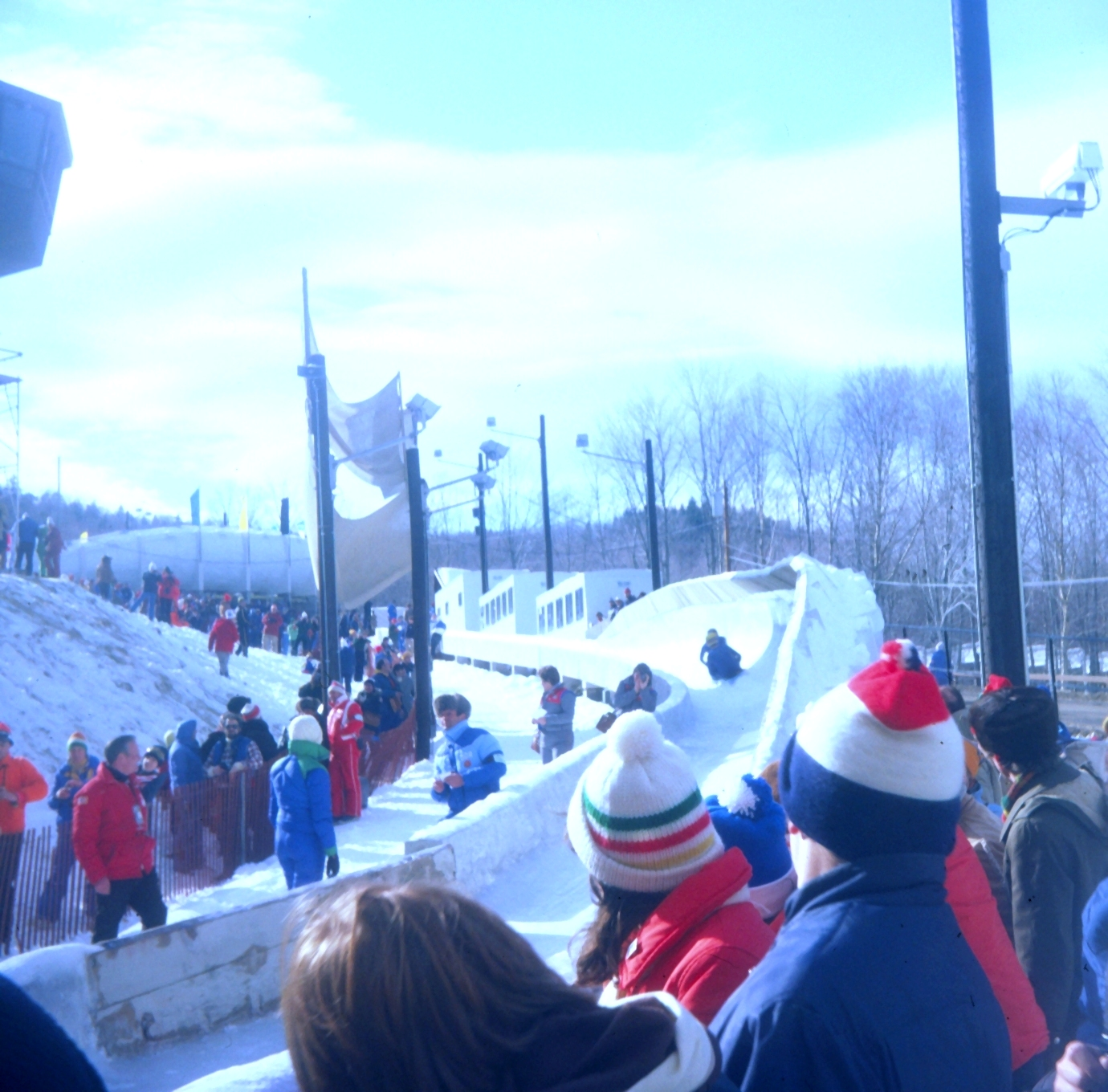
Соревнования бобслеистов на зимних Олимпийских игр 1980 года

Бобслейная трасса была построена в 1930 году. По данным Службы национальных парков:

Выстроенный в пустыни и окруженный лесистой территорией со всех сторон, Олимпийский бобслейный трек длиной 1,5 мили был построен в 1930 году специально для зимних Олимпийских игр 1932 года. Он был разработан Станиславом Сенцицким, известным немецким дизайнером трасс, который разработал трек радикально отличающийся от его европейских аналогов. Трасса в Лейк-Плэсиде была длиннее, круче и характеризовался более выраженным падением виражей, чем европейские трассы, что давало возможность более уверенного вождения и более быстрых скоростей, чем те которые были получены на предыдущих соревнованиях по бобслею. После того, как американская команда выиграла две золотые и одну серебряную медали в 1932 году, бобслеем, ранее неизвестным в Америке, увлекла своим интересом всю страну, а американские команды доминировали в этом спорте до 1956 года. Хотя часть трассы была ликвидирована оставшиеся части оригинальной олимпийской бобслейной трассы продолжает использоваться для обучения и отдыха.

Как Mt. Van Hoevenberg Olympic Bobsled Run эта структура была зарегистрирована в Национальном реестре исторических мест США 4 февраля 2010 года. Перечень был объявлен признаками листинга в еженедельном списке Службы национальных парков от 19 февраля 2010 года.
До зимних Олимпийских игр 1932 года на крутом холме проходили соревнования по бобслею, где в конечном итоге был бы расположен лыжный трамплин Intervales . В результате участники были в восторге от скорости бобов, хотя несколько команд потерпели аварии во время спуска, в результате чего в больницу попали два члена одной команды. Трек Intervales просуществовал только один сезон (1929-30). Во главе с Генри Ван Ховенбергером первый трек был обследован и построен в 1929-30 годах на горе Ван Ховенбергена первоначально не имевшей названия и расположенной в районе горы Уайтфейс, несмотря на протесты с использованием государственных земель для строительства объекта по экологическим причинам. Первоначально было изучено возможное строительство трассы в государственном заповеднике, но суды запретили. После этого было найдено место среди частных землевладельцев в местном клубе. Председатель клуба Годфри Дьюи передал Оргкомитету Олимпийских игр площадь под бобслейную трассу. В качестве главного архитектора строительного проекта был выбран немецкий дизайнер Станислав Зенциский, спроектировавший ряд европейских трасс. Его работа заключалась в разработке первого приличного неевропейского трека. После постройки в августе-декабре 1930 года трек открылся для использования на рождественские дни 1930 года. Его длина составляла 2366 метров с 26 виражами, перепадом высот 228 метров и средним градиентом 9,6%.
После Игр 1932 года были удалены первые 829 метров и десять виражей трассы, длина сократилась до 1537 метров с 16 виражами и средним градиентом 9,3%. В 1949 году трек стал первым местом за пределами Европы, который принимали Чемпионат мира по бобслею и скелетону, хотя это началось бы с трагических результатов, когда бельгийский бобслеист Макс Убен погиб во время тренировки в повороте "Shady". В результате бельгийская команда покинула соревнования.
Спустя 12 лет после улучшения безопасности на трассе проводится ещё один чемпионат мира. К этому времени официальные представители трека установили отношения с Международной федерацией бобслея и тобогана (FIBT). Гибель в результате авария Серджо Дзардини на виражах "Zig-Zag" 22 февраля 1966 года приводит к дальнейшим улучшениям безопасности.
Многи из организаторов следующих мировых чемпионатов по бобслею 1969, 1973, 1978 годов будут участвовать в организационном комитете по бобслейной части зимних Олимпийских игр 1980 года. В 1978 году фактическое строительство проходило в период с сентября 1978 года по февраль 1979 года с созданием железобетонной, искусственно охлажденной бобслейной трассы. Бобслейная трасса была одобрена для соревнований в декабре 1979 года. Осенью 1977 года отдельная трасса для саночников на Играх 1980 года, первых в Соединенных Штатах, была построена к тестового соревнованиям в феврале 1979 года. В ходе подготовки к Играм 1980 года был рассмотрен комбинированный трек для бобов-двоек и санного спорта, но от него отказались из-за высокой стоимости, и трек был переработан с разрешения Международной федерации санного спорта (FIL). После Игр 1980 оба трека принимали свои чемпионаты мира по бобслею и скелетону и санному спорту в 1983 году Трек 1932 года продолжал использоваться исключительно для поездок посетителей после того, как новый комбинированный трек был санкционирован.
Скелетные соревнования дебютировали в 1990-х годах на бобслейной части трека, на котором был проведён чемпионат мира в 1997 году. К концу 1990-х годов части обоих треков были снесены, чтобы освободить место для нового трека, который был построен для зимних Игр доброй воли 2000 года. Его строительство было завершено в январе 2000 года. Трек стал частью Олимпийского спортивного комплекса Лейк-Плэсида после окончания зимних Олимпийских игр 1980 года в составе Олимпийского центра регионального развития (ORDA).
С 2006 года на нём проходит ежегодное мероприятие "Chevy Geoff Bodine Bobsled Challenge" в котором гонщики NASCAR спускаются по трассе в рамках проекта Bo-Dyn Bobsled Project (совместно созданного бывшим гонщиками NASCAR и победителем Daytona 500 1986 года) существующего в Соединенных Штатах с начала зимних Олимпийских игр 1994 года. В 2009 году соревнование проходило между NASCAR и Национальной ассоциацией Хот-Рода (NHRA) которую выиграл Jeg Coughlin Jr. (NHRA), выигравший весь турнир. Событие 2010 года состоялось на треке 8-10 января, а Мелани Троксел на NHRA стала первой женщиной, которая соревновалась в этом турнире.
В 2009 году этот трек стал первым в мире который принимал чемпионаты мира бобслею и скелетону и санному спорту в течение одного не олимпийского года. (Санно-бобслейная трасса в Олимпийском парке Юты в соседнем Солт-Лейк-Сити стал первой кто сделала это во время зимних Олимпийских игр 2002 года.)

## Трасса

### 1932 год
Во время зимних Олимпийских играх 1932 года на трассе было 26 виражей. Ниже приведены названия только тех виражей, которые упомянуты в официальном отчёте об Играх.
| №        | Название     | Перевод и описание |
| -------- | ------------ | --- |
| 4        | Eyrle        | Эйрл. - |
| 10       | Whiteface    | Уайтфейс. В честь горы Уайтфейс горного хребта Адирондак в штате Нью-Йорк.                                                                               |
| 14       | Cliffside    | Клиф. Назван в честь расположенного рядом с треком отвесного обрыва.                                                                                     |
| 19       | Shady Corner | Теневой угол. Кривая была названа так потому, что она была в тени, даже когда остальная часть трека была освещена. От английского shady = shadow (тень). |
| 23 24 25 | Zig-Zag      | Зиг-заг. Кривая лабиринт(три быстрых выиража подряд) в форме S.                                                                                          |

### 1980 год
Во время зимних Олимпийских игр 1980 года бобслейная трасса имела длину 1557 метров и состояла из 16 виражей, перепад высот был 148 метров. Максимальным градиент составлял 14,0%, а средней 9,5%. [28]
Трасса для санного спорта имела две разные стартовые позиции, используемых во время соревнований. Для соревнований мужских одиночек трасса была длиной 1014 метров и включала 14 виражей, перепад высот 95,55 метров. Максимальным градиент 30%, а средней 9,35%. В женских одиночных и мужских парных санях трасса была длиной 749 метров и включала 11 виражей, перепад высот 59 метров. Максимальным градиент 30%, а средней 9,35%.

### Современная
| Дисциплина                                 | Длина (метры) | Виражей | Градиент |
| ------------------------------------------ | ------------- | ------- | -------- |
| Бобслей и мужские одиночки в санном спорте | 1455          | 20      | 9.8%     |
| Скелетон                                   | 1335          | 19      | 9.8%     |
| Санный спорт - женщины и мужские двойки    | 1130          | 17      | -        |

Средний уровень наклона: 8-10%
Максимальная перегрузка: 5,1 G
Максимальная скорость: 130 км / ч
Названия виражей были представлены Джоном Морганом во время Кубка мира по бобслею на канале Speed Channel 30 декабря 2006 года. Первый вираж отсутствует в списке. Несмотря на то что у мужских одиночных саней свой стартовый дом, расположенный справа от бобслейного со скелетонным, все они начинают старт в одном и том же месте.
| №         | Название            | Перевод и описание |
| --------- | ------------------- | --- |
| 2 3       | Cliffside           | Клиф. Назван в честь оригинальной кривой Клиффайд, потому что трек был расположен рядом с отвесным обрывом. |
| 4         | Whiteface           | Уайтфейс. В честь горы Уайтфейс горного хребта Адирондак в штате Нью-Йорк. Именно здесь располагается стартовая позиция для соревнований по санному спорту среди женщин, мужских двое и смешанных эстафет. |
| 5 6 7 8 9 | Devil's Highway     | Дорога дьявола. Кривые (5-7), а затем две короткие последовательные кривые (8, 9). |
| 10        | Shady II            | Шади. Назван в честь тенистого угла на трассе 1932 года. Эта кривая была названа так потому, что она была в тени, даже когда остальная часть трека была освещена. От английского shady = shadow (тень). |
| 11 12 13  | Labyrinth           | Лабиринт. Три быстрых идущих подряд виража. |
| 14        | Benham's bend       | Изгиб Бенхама. После Стенли Бенхама (1913-1970), который выиграл золотую медаль в турнире бобов-четвёрок на чемпионате мира по бобслею 1949 года проводившемуся в Лейк-Плэсиде. |
| 15 16     | Chicane             | Шикана. Две маленькие "кривые" на длинной прямой перед 17-м виражом. Спортсмен, сумевший найти правильную траекторию, способен пройти трассу от выхода из 14-го виража до входа в 17-й вираж практически по прямой. |
| 17 18 19  | Heart curve Trickle | Кривая сердца. Вираж при виде сверху напоминает изображение сердца. Название "Trickle" было дано в честь известного автогонщика из Висконсинга Дика Трикла, участника гонок NASCAR и на короткие дистанции, который принимая участия в 2006 году на "Bodine Bobsled Challenge" потерпел аварии в обоих своих заездах на 17 и 18 виражах. На выходе из 19 виража расположена финишная линия для скелетонистов. |
| 20        | Finish              | Финиш. Конец трассы перед финишной прямой. |

## Основные события
- Зимние Олимпийские игры: 1932, 1980
- Чемпионат мира по бобслею и скелетону[23]: 1949, 1961, 1969, 1973, 1978, 1983,[1] 1997 (мужской скелетон),[12] 2003 (мужской бобслей),[1] 2009, 2012[1][12]
- Чемпионат мира по санному спорту: 1983, 2009[2]
- Игры доброй воли: 2000